# Бартлі (Небраска)
Бартлі (англ. Bartley) — селище (англ. village) в США, в окрузі Ред-Віллоу штату Небраска. Населення — 270 осіб (2020).

## Географія
Бартлі розташоване за координатами 40°15′9″ пн. ш. 100°18′35″ зх. д. / 40.25250° пн. ш. 100.30972° зх. д. (40.252404, -100.309722).  За даними Бюро перепису населення США в 2010 році селище мало площу 1,80 км², уся площа — суходіл. У 2017 році площа становила 2,43 км², уся площа — суходіл.

## Демографія
Згідно з переписом 2010 року, у селищі мешкали 283 особи в 126 домогосподарствах у складі 87 родин. Густота населення становила 157 осіб/км².  Було 156 помешкань (87/км²).
Расовий склад населення:
| - 98,2 % — білих - 0,7 % — корінних американців |

До двох чи більше рас належало 0,4 %. Частка іспаномовних становила 2,8 % від усіх жителів.
За віковим діапазоном населення розподілялося таким чином: 18,7 % — особи молодші 18 років, 55,9 % — особи у віці 18—64 років, 25,4 % — особи у віці 65 років та старші. Медіана віку мешканця становила 47,4 року. На 100 осіб жіночої статі у селищі припадало 83,8 чоловіків;  на 100 жінок у віці від 18 років та старших — 88,5 чоловіків також старших 18 років.
Середній дохід на одне домашнє господарство  становив 45 906 доларів США (медіана — 35 417), а середній дохід на одну сім'ю — 60 521 долар (медіана — 53 750). Медіана доходів становила 33 750 доларів для чоловіків та 41 250 доларів для жінок. За межею бідності перебувало 14,0 % осіб, у тому числі 11,1 % дітей у віці до 18 років та 19,0 % осіб у віці 65 років та старших.
Цивільне працевлаштоване населення становило 113 особи. Основні галузі зайнятості: сільське господарство, лісництво, риболовля — 20,4 %, освіта, охорона здоров'я та соціальна допомога — 19,5 %, будівництво — 12,4 %, роздрібна торгівля — 11,5 %.